# 六户镇 (东营市)
六户镇，是中华人民共和国山東省东营市东营区下辖的一个乡镇级行政单位。

## 行政区划
六户镇下辖以下地区：
东六户村、西六户村、梅宅村、李宅村、神堂村、武王村、大许村、小许村、邱家村、田庄村、北辛村、王岗村和东辛集村。